# Robert Campin
Robert Campin (Valenciennes, 1378/1379 – Tournai, 1444) è stato un pittore fiammingo. Con lui viene ormai generalmente identificato il Maestro di Flémalle, attivo nelle Fiandre ai primi decenni del XV secolo.

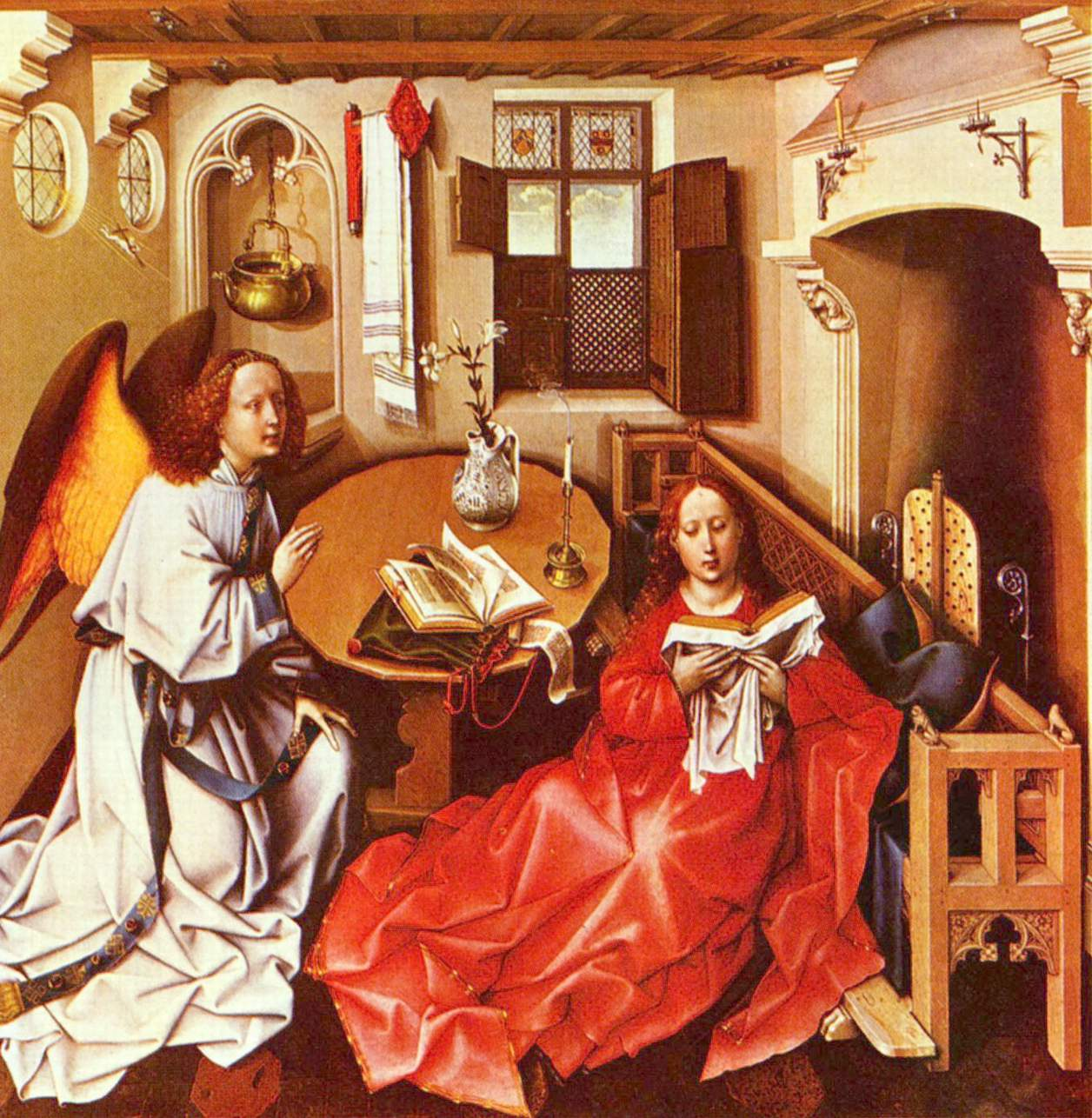
Annunciazione del Trittico di Mérode (1427)

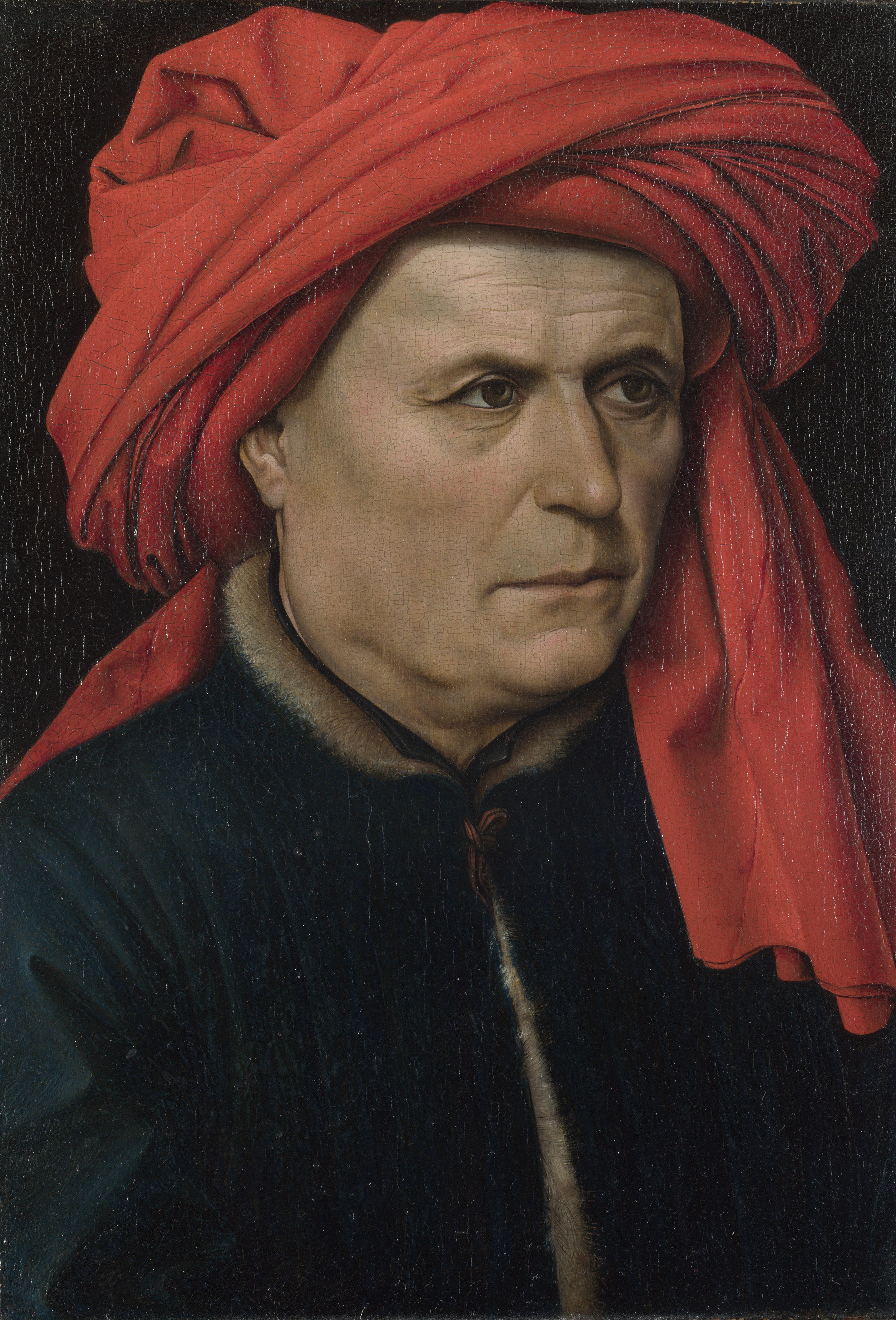
Ritratto d'uomo, 1425-1430, Londra, National Gallery

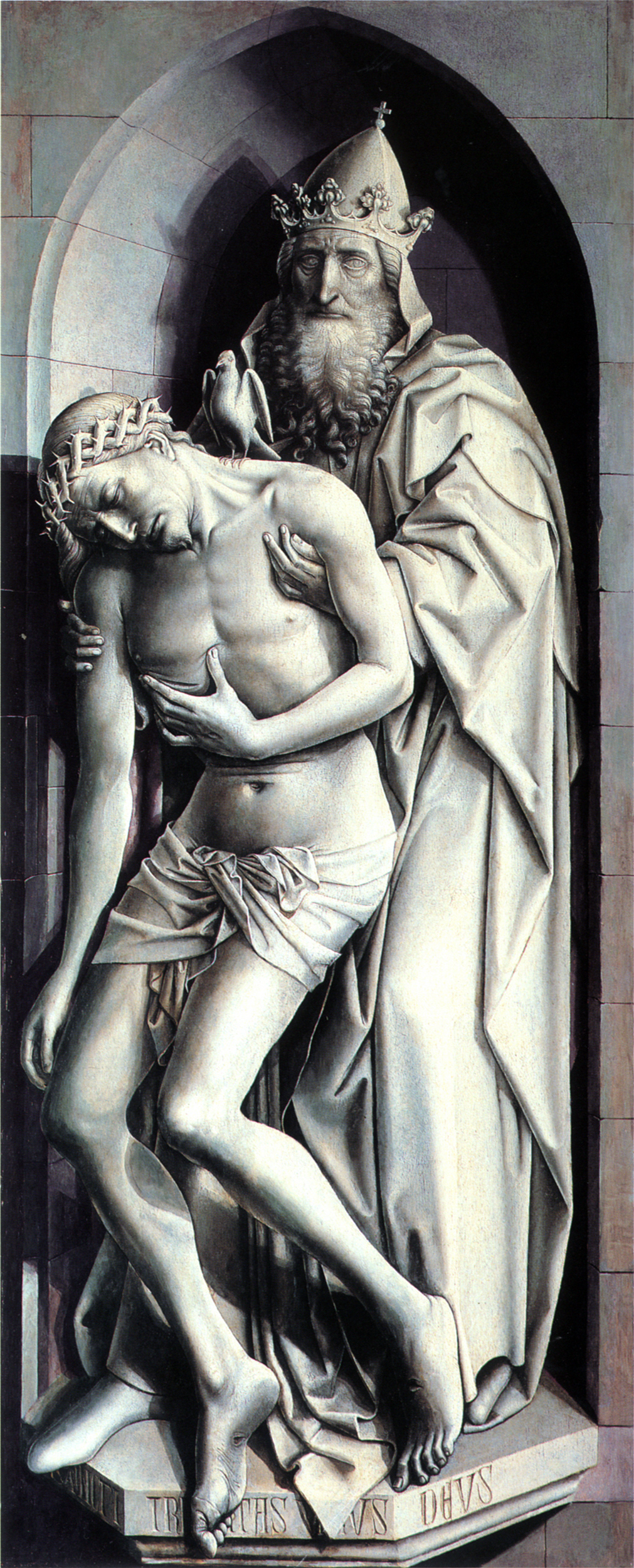
Trinità, 1430 circa

È riconosciuto, insieme a Jan van Eyck, come capostipite della nascente pittura fiamminga, quando con il suo intenso realismo si distaccò dall'arte idealizzata e sognante del tardo gotico nella pittura nel Nord.

## Biografia
Le notizie biografiche su Robert Campin sono molto limitate e frammentarie, in accordo col fatto che le opere attribuite al fantomatico Maestro di Flémalle non sono né datate né firmate.
Nacque tra il 1378 e il 1379 in una località non ancora ben definita delle Fiandre. Nel 1406 si rilevano tracce della sua presenza a Tournai, città belga all'epoca autogovernata ma compresa nel ducato di Borgogna, ricca di attività artigianali e commerciali. Qui ben presto Campin fondò una scuola di pittura, che sarebbe diventata fucina di notevoli talenti. In questa città si svolse gran parte della sua vita.
Nel 1423 i rappresentanti delle corporazioni artigiane di Tournai si dotarono di un proprio statuto. Negli anni successivi Campin entrò nel Consiglio comunale come rappresentante del "quarto stato". Probabilmente già verso il 1420 aveva iniziato l'esecuzione del Dittico di Flémalle (località, questa, nei dintorni di Liegi).
Intanto alla sua bottega si stavano formando molti pittori, tra i quali Jacques Daret e Rogier Van der Weyden: quest'ultimo, dopo un periodo di frequenza come allievo, assunse nel 1427 la qualifica di apprendista; ne sarebbe uscito nel 1432 col titolo ufficiale di maestro.
A causa del suo comportamento battagliero Campin dissipò molti consensi in campo politico, tanto che nel 1429 i notabili di Tournai gli vietarono l'accesso alle cariche pubbliche. La sua attività artistica proseguì comunque, lasciando tracce almeno fino al 1440. Morì a Tournai nel 1444.

## Profilo artistico
L'opera di Robert Campin fu fondamentale per l'origine della pittura fiamminga, alla quale egli aprì l'orizzonte, parallelamente a Jan van Eyck, anche se con un percorso artistico diverso.
Alla sua formazione ebbero concorso da un lato i caratteri dell'arte mosano-renana, dall'altro le conquiste dello stile gotico internazionale affinate dai pittori della corte di Borgogna, allora particolarmente attiva in campo artistico, e portate alla massima altezza da Melchior Broederlam. Campin fece propri e sintetizzò gli stimoli che queste scuole avevano consolidato nel secolo precedente, ma nel contempo rinnovò in senso naturalistico la concezione della pittura: per questo può essere considerato il padre del realismo fiammingo.
Oltre ad alcuni ritratti la sua produzione si focalizzò essenzialmente sui trittici, alcuni dei quali ci sono giunti solo frammentari. In queste opere le ricche iconografie sacre sono tradotte in immagini di immediato realismo. Le scene a tema religioso vengono così ambientate nella realtà quotidiana, con i luoghi che richiamano gli interni di abitazioni borghesi; nondimeno si respira un'aria di assorta contemplazione, di commozione composta.
Il colore è vivo, corposo, incisivo e disegna il contorno delle figure in modo netto, conferendo loro evidenza plastica: a questo effetto contribuisce anche il contrasto chiaroscurale dei panneggi, che arricchisce la scena espressivamente.
Campin indugiava nella raffigurazione degli oggetti, così fitti da stipare a volte il quadro, analizzandoli con meticolosità ed acutezza estreme; l'accuratezza nella descrizione dei dettagli era legata al particolare sentire religioso dell'area nordica, legato a un più stretto rapporto tra Dio e l'uomo, che arrivava a incoraggiare un'identificazione con la divinità, in particolare riguardo alla compartecipazione delle sue sofferenze, siano queste la Passione di Cristo o i dolori di Maria. Per questo gli artisti miravano a una ricerca figurativa più realistica ed attenta ai dettagli più minuti e precisi della vita quotidiana. Inoltre dovette avere peso anche la filosofia nominalistica, che sostiene come la sostanza del reale ci pervenga dalla percezione dei singoli oggetti fisici. A ciascun oggetto inoltre veniva puntualmente associato un valore o un'allusione di carattere simbolico, che moltiplicava i livelli di lettura possibili dell'opera.
Appare chiaramente lo sforzo di inserire la scena in un contesto più ampio, da un lato raffigurando i personaggi entro costruzioni geometriche atte a creare l'illusione della profondità, dall'altro estendendo lo sguardo verso i piani di fondo, dai quali spiccano scorci di paesaggi e ambienti di vita tanto minuti quanto precisi nella descrizione di finissimi particolari. 
Un ruolo importante nel perfezionare i caratteri di cui sopra è svolto dalla nuova tecnica della pittura ad olio su tavola, che, grazie alla pregnanza dell'impasto cromatico e alla molteplicità e delicatezza dei toni, ben si prestava a favorire la cura per il dettaglio e alle molteplici variazioni della luce sui diversi materiali. Lo sguardo di Campin però, rispetto a van Eyck, è meno distaccato, con una presenza più umanamente fisica e legami più affettuosi tra i personaggi, che creano un maggiore senso di quotidianità.
Notevole fu il contributo dato da Campin all'evoluzione della ritrattistica: con lui infatti, così come il sacro si cala nella quotidianità, il ritratto abbandonò la solennità olimpica di figure di grande rilievo, per indirizzarsi verso persone comuni, di varia umanità. L'artista ne analizzava ogni dettaglio fisionomico senza alcuna idealizzazione e sempre in omaggio alla realtà. In aggiunta, egli cerca di esplorare l'interiorità del soggetto, per coglierne i tratti distintivi della personalità e lo stato d'animo. Si apriva così la strada a una nuova concezione del ritratto, quello "psicologico", destinato a trovare già subito tra i pittori fiamminghi espressioni di ragguardevole qualità.

## Opere principali

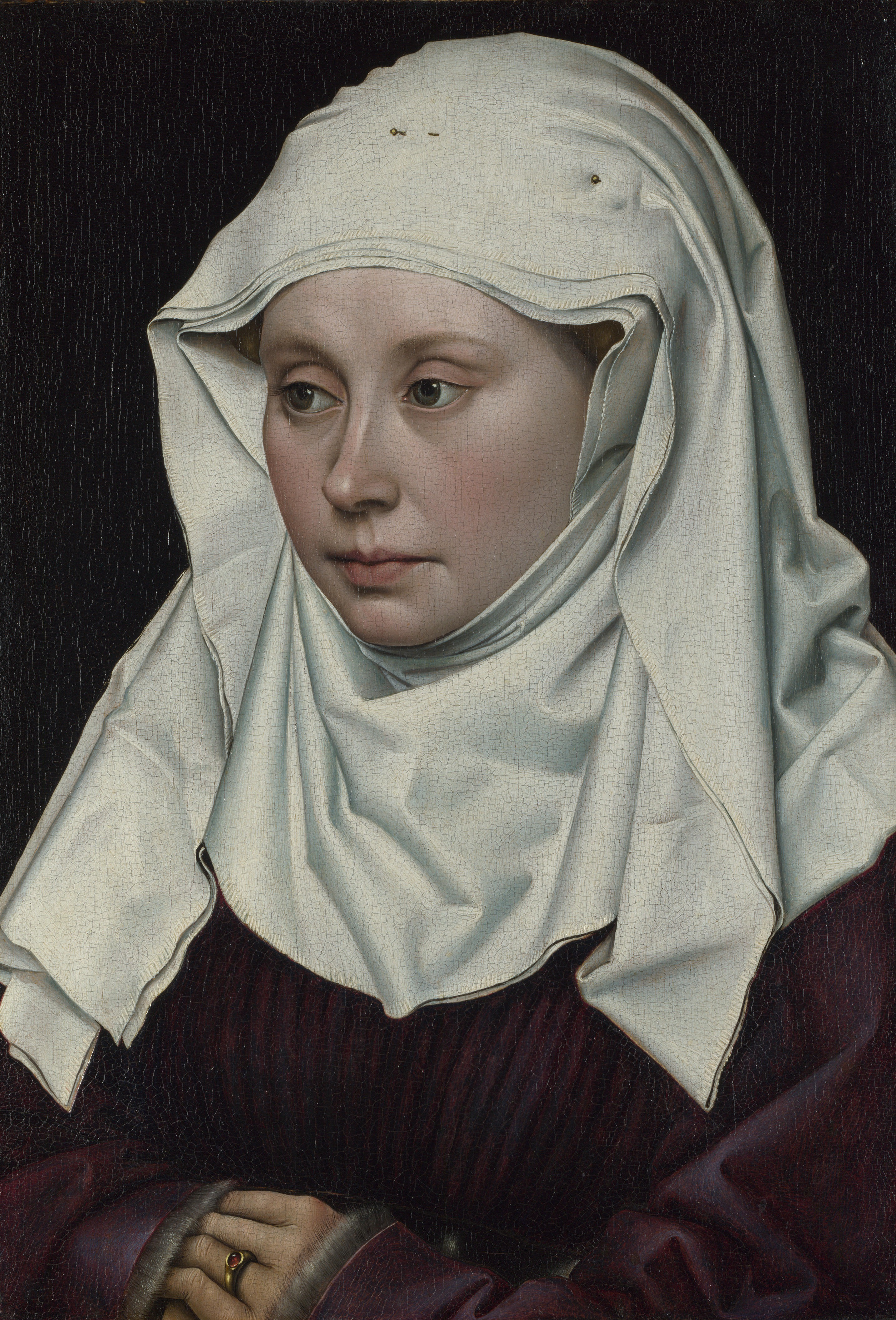
Ritratto di fanciulla

- Sposalizio della Vergine, 1420-1430, tavola, 77x88 cm, Madrid, Museo del Prado
- Trittico Seilern o della Deposizione, 1410-1415 oppure 1420-1425  , olio tempera e oro su tavola,  65,2×107,2 cm, Londra, Courtauld Institute
- Trinità, 1420 circa, olio su tavola, 148,5x61 cm, Francoforte, Städelsches Kunstinstitut
- Vergine col Bambino, 1420 circa, olio su tavola, 160x68 cm, Francoforte, Städelsches Kunstinstitut
- Santa Veronica, 1420 circa, olio su tavola, 151,5x61 cm, Francoforte, Städelsches Kunstinstitut
- Ladrone crocifisso, 1420 circa, olio su tavola, 92,5x33 cm, Francoforte, Städelsches Kunstinstitut
- Natività, 1420 circa, olio su tavola, 87x70 cm, Digione, Musée des Beaux Arts
- Trittico di Mérode, 1425-1428, olio su tavola, 64,1x117,8 cm, New York, Metropolitan Museum
- Ritratto di Robert de Masmines, 1425-1430, tavola, 35,4x23,7 cm, Madrid, Museo Thyssen-Bornemisza
- Ritratto di Robert de Masmines, 1425-1430, tavola, 28,5x17,7 cm, Berlino, Gemäldegalerie
- Ritratto di uomo, 1425-1430, tavola, 40,7x28 cm, Londra, National Gallery
- Ritratto di donna, 1425-1430, tavola, 41x28 cm, Londra, National Gallery
- Madonna del parafuoco, 1430 circa, olio su tavola, 63x49 cm, Londra, National Gallery
- Annunciazione, 1430 circa, olio su tavola, 76x70 cm, Madrid, Museo del Prado
- Annunciazione, 1430 circa, tavola, 61x63,7 cm, Bruxelles, Museo des Beaux Arts
- Madonna col Bambino, 1433-1435, olio su pannello, 34x24,5 cm, San Pietroburgo, Ermitage
- Pala Werl (frammenti), 1438, olio su tavola, 101x94 cm, Madrid, Museo del Prado